# (8203) Jogolehmann
(8203) Jogolehmann (1994 CP10) – planetoida z pasa głównego asteroid okrążająca Słońce w ciągu 5,59 lat w średniej odległości 3,15 au. Odkryta 7 lutego 1994 roku.